# فيونا هال
فيونا هال (بالإنجليزية: Fiona Margaret Hall)‏ هي مصورة أسترالية، ولدت في 16 نوفمبر 1953 في سيدني في أستراليا.

## وصلات خارجية
- الموقع الرسمي